# 8742 Бонаццолі
8742 Бонаццолі (8742 Bonazzoli) — астероїд головного поясу, відкритий 14 лютого 1998 року.
Тіссеранів параметр щодо Юпітера — 3,666.